# Barbara Martinelli
Barbara Martinelli (San Vittore Olona, 1965) è un'ex mezzofondista ed ex velocista italiana.

## Biografia
Terminata la carriera a livello assoluto ha continuato a gareggiare nelle categorie master, nelle quali ha anche stabilito dei record nazionali di categoria.

## Palmarès
| Anno | Manifestazione          | Sede  | Evento            | Risultato | Prestazione | Note |
| ---- | ----------------------- | ----- | ----------------- | --------- | ----------- | ---- |
| 1991 | Giochi del Mediterraneo | Atene | Staffetta 4x400 m | Argento   | 3'33"68     |      |

## Campionati nazionali
1986
- Oro ai campionati italiani assoluti, staffetta 4x800 m - 8'55"17

1987
- Oro ai campionati italiani assoluti, staffetta 4x800 m - 8'46"57

1991
- Oro ai campionati italiani assoluti, staffetta 4x800 m - 8'32"66

2011
- Oro ai campionati italiani master, categoria SF45, 800 m piani - 2'22"19

2020
- Oro ai campionati italiani master, categoria SF50, 400 m piani - 1'03"38

2021
- Oro ai campionati italiani master, categoria SF55, 800 m piani - 2'30"98[4]

## Altre competizioni internazionali
2012
- Oro ai Mondiali master, categoria SF45, 800 m piani[5]

2015
- Oro agli Europei master indoor ( Madrid), categoria SF45, 800 m piani - 2'22"71[6]
- Oro agli Europei master indoor ( Madrid), categoria SF45, 400 m piani

2018
- Argento agli Europei master indoor, categoria SF50, 400 m piani - 1'03"23[7]

2019
- Argento agli Europei master ( Jesolo), categoria SF50, 800 m piani - 2'25"67[8]